# توموكو يونيمورا
توموكو يونيمورا (باليابانية: 米村知子) مواليد 7 يناير 1982 في كوماموتو، هي لاعبة كرة مضرب يابانية سابقة بدأت مسيرتها كمحترفة سنة 1998، اعتزلت اللعب في 2015. أعلى تصنيف لها في الفردي كان 148. أعلى تصنيف لها في الزوجي كان 144.

## النهائيات

### الفردي النهائي: 10 (7–3)
| الحصيلة | الرقم | التاريخ        | الدورة             | الأرضية | المنافس            | النتيجة            |
| ------- | ----- | -------------- | ------------------ | ------- | ------------------ | ------------------ |
| الفوز   | 1.    | 18 سبتمبر 2002 | كيوتو، اليابان     | صلبة    | مايكو اينو         | 6–3 6–3            |
| الفوز   | 2.    | 28 سبتمبر 2003 | هيروشيما، اليابان  | عشبية   | تومويو تاكاجيشي    | 6–4 6–1            |
| الفوز   | 3.    | 5 سبتمبر 2004  | سايتاما، اليابان   | صلبة    | مايا كاتو          | 6–3 6–3            |
| الفوز   | 4.    | 28 مايو 2006   | ناغانو، اليابان    | سجاد    | سارا برول          | 7–5 انسحاب         |
| الوصافة | 5.    | 16 يوليو 2006  | ميازاكي، اليابان   | سجاد    | إريكا تاكاو        | 5–7 3–6            |
| الفوز   | 6.    | 11 مايو 2008   | فوكوكا، اليابان    | سجاد    | تامارين تاناسوجارن | 6–1 2–6 7–6 (10–8) |
| الفوز   | 7.    | 31 مايو 2008   | غونما، اليابان     | سجاد    | كوميكو إيجيما      | 6–0 6–3            |
| الوصافة | 8.    | 3 مايو 2009    | جيفو، اليابان      | سجاد    | إيكو ناكامورا      | 1–6 4–6            |
| الفوز   | 9.    | 4 أكتوبر 2009  | هاماناكو، اليابان  | سجاد    | ميساكي دوي         | 6–4 7–6 (7–3)      |
| الوصافة | 10.   | 24 يوليو 2010  | نونثابوري، تايلاند | صلبة    | نودنيدا لوانجنام   | 6–2 5–7 1–6        |

## روابط خارجية
- توموكو يونيمورا على موقع رابطة محترفات التنس (الإنجليزية)
- توموكو يونيمورا على موقع الاتحاد الدولي لكرة المضرب (الإنجليزية)
- توموكو يونيمورا على موقع إي إس بي إن.كوم (الإنجليزية)